# Argostemma subfalcifolium
Argostemma subfalcifolium är en måreväxtart som beskrevs av Reinier Cornelis Bakhuizen van den Brink. Argostemma subfalcifolium ingår i släktet Argostemma och familjen måreväxter. Inga underarter finns listade i Catalogue of Life.